# Iwan Litwinienko
Iwan Fiodorowicz Litwinienko, ros. Иван Фёдорович Литвиненко (ur. 1904, zm. 1987) – radziecki generał major.
Uczestnik wojny radziecko-niemieckiej, w stopniu generała armii od 1945. W 1951 został ściągnięty przez marszałka Konstantina Rokossowskiego do Ludowego Wojska Polskiego, do 1952 był szefem sztabu Pomorskiego Okręgu Wojskowego.
W październiku 1951 wyróżniony przez K. Rokossowskiego nagrodą rzeczową – dubeltówką.
Został pochowany na Cmentarzu Wagańkowskim.

## Odznaczenia
- Order Lenina
- Order Czerwonego Sztandaru (trzykrotnie)
- Order Czerwonej Gwiazdy
- Order Kutuzowa II stopnia
- Medal „Za obronę Kaukazu”
- Medal „Za zdobycie Berlina”
- Medal „Za zwycięstwo nad Niemcami w Wielkiej Wojnie Ojczyźnianej 1941–1945”